# Halenia gigantea
Halenia gigantea är en gentianaväxtart som beskrevs av Allen. Halenia gigantea ingår i släktet Halenia och familjen gentianaväxter. Inga underarter finns listade i Catalogue of Life.